# Virbac Paprec 70
Virbac Paprec 70 est un voilier trimaran destiné à la course au large. Il fait partie de la classe MOD70. 
Mis à l'eau le 20 mars 2013, il est confié au skipper Jean-Pierre Dick dans le but de participer aux plus grandes courses de la catégorie des MOD70 sous les couleurs de Virbac-Paprec.
Le 9 octobre 2013, alors que Jean-Pierre Dick et Roland Jourdain s'entraînent dans le cadre de leur préparation pour la Transat Jacques Vabre, le trimaran chavire, blessant légèrement Jean-Pierre Dick au dos.
En 2014, le trimaran est racheté par Paprec Recyclage, et porte ses couleurs jusqu'en juin 2015, date à laquelle Tony Lawson rachète le voilier qui devient alors Concise 10.

## Palmarès

### 2013-2014: Virbac Paprec
- 2013 :
  - 2e du Grand Prix Guyader
  - 3e de l'ArMen Race
  - 4e de la Route des Princes

### 2014-2015: Paprec Recyclage
- 2014 :
  - 3e du défit Azimut Ultimes Challenge
  - 7e de la Route du Rhum
- 2015 : 
  - 3e du Tour de Belle Ile

### Depuis 2015: Concise 10
- 2015 :
  - 2e de l'Artémis Challenge Cowes
  - 5e de la Rolex Fastnet Race
  - 2e de la RORC Transatlantic Race
- 2016 : 
  - 2e de la RORC Caribbean 600
  - 1er de la Morgan Cup Race
  - 1er de la Cowes - Dinard - Saint Malo Race
  - 1er de la Channel Race
  - 2e de la RORC Mainseries Multihull
- 2017 :
  - 1er de la Rolex Fastnet Race